# Biston brevipennata
Biston brevipennata là một loài bướm đêm trong họ Geometridae.